# Angenieux
Angénieux és un fabricant francès d'objectius per fotografia i cinema. Els seus principals mercats són el cinema, la televisió, els viatges espacials i la medicina. L'empresa forma part del Grup Thales, que representa Angénieux a 48 països. L'empresa té la seu a Saint-Héand, prop de Saint-Étienne a França.
Fundada l'any 1935 per Pierre Angénieux, l'empresa es va establir a Saint-Héand (Loira), el lloc de naixement del seu fundador. La seva especialitat original és el disseny i fabricació d'òptiques de precisió per al cinema i la fotografia. Expulsada del mercat amateur als anys 60, va reorientar la seva activitat en dues produccions que han fet fama: l'òptica espacial i els zooms.
Actualment forma part del grup Thales, Thales Angénieux —des de l'establiment de Thales Land & Air Systems el 2017— també dissenya, desenvolupa i produeix òptiques militars, principalment prismàtics de visió nocturna.

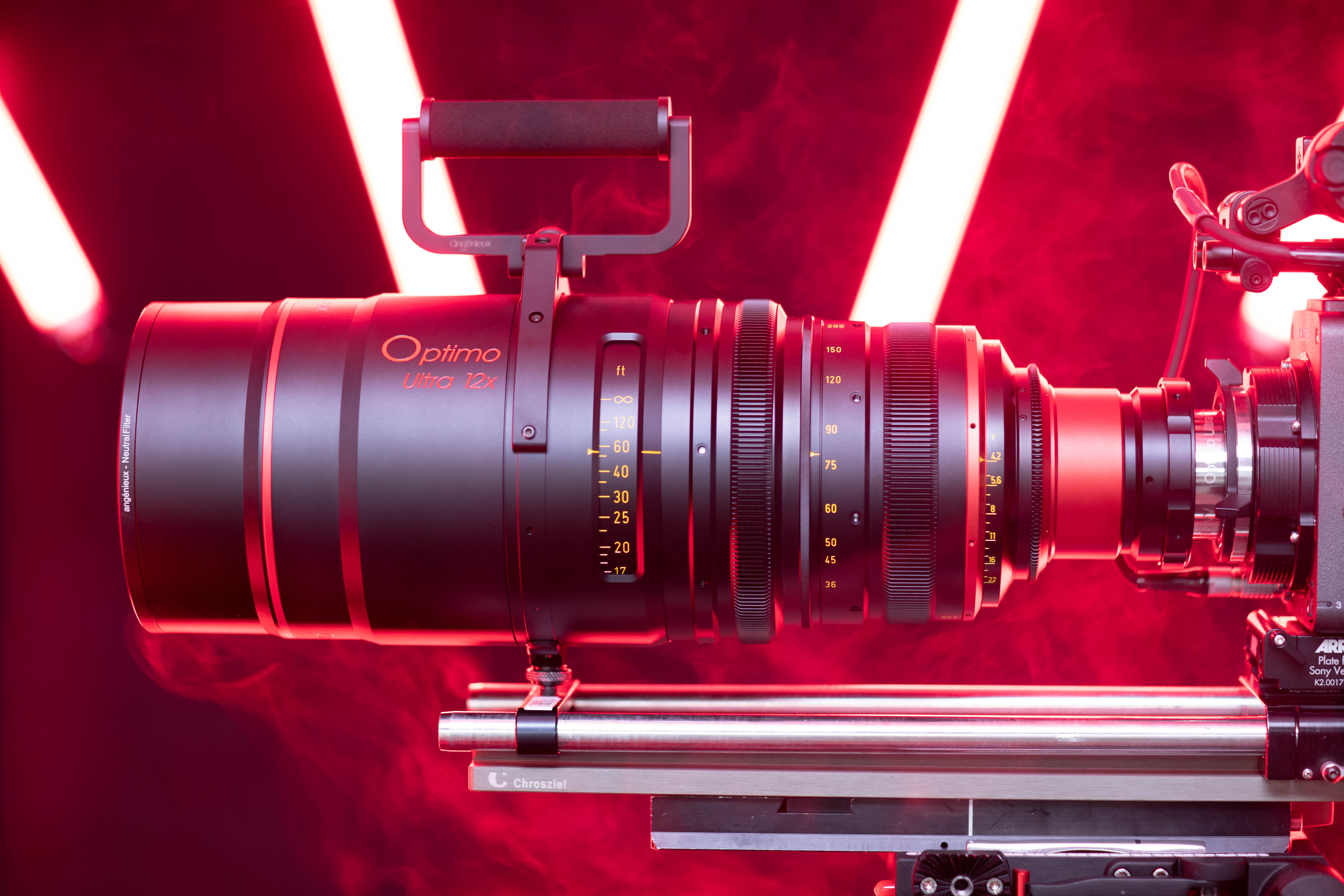
Angenieux Optimo Ultra 12X

## Història
El 1935, Pierre Angénieux va fundar Angénieux. El 1950 l'empresa s'associa amb Kodak i el 1951 es presenten les primeres lents de cinema fixes de 16 i 35mm.
El 1953 es creen les primeres lents Angénieux amb una obertura d'f/0,95. El 1957 presenten la primera lent per a càmeres de 16mm amb un zoom de 4x (17-68mm) i un any més tard una amb el mateix zoom de 35-140mm. No va ser fins al 1961 quan l'empresa va treure al mercat un objectiu per a càmeres de 16mm amb un zoom de 10x (12-120mm) i un dels mateixos augments per a càmeres de 35mm, una lent anamòrfica de 40-140mm. L'any següent presenten el 25-250mm una òptica per a càmeres de cinema de 35mm.
El 1963, Angénieux fabrica el primer objectiu per la televisió en color. El 1964, l'empresa s'avalua per primera vegada segons els estàndards MIL nord-americans per convertir-se en un proveïdor habitual dels programes de la NASA. El mateix any, les fotografies de la lluna realitzades durant la missió Ranger 7 són fotografiades amb un 25mm f/0.95.
El mateix any 1964, se li concedeix a l'empresa el premi científic i d'enginyeria pel seu zoom de 10x.
El 1967, es presenta la primera òptica amb un zoom de 18x (27,5-500mm) i un any més tard la primera òptica 2x (49-90mm) per a Leicaflex. El 1969, durant la missió Apollo 11 s'usa una lent zoom 6x25 d'Angénieux. El 1975, tant els americans com els russos, estan utilitzant els objectius 6x25 d'Angénieux per a les seves missions espacials.
El 1976, presenten un objectiu zoom de 42x, i l'any següent firmen un contracte de 100 unitats pels Jocs Olímpics de Moscou.
El 1981, el transbordador espacial nord-americà Columbia fa el seu primer vol. A bord, hi ha zooms 3x8,2 i 15x8,5 d'Angénieux.
El 1982, Angénieux torna a la fotografia amb el zoom 35-70mm f/2.5-3.3 per les Sony Betacam.
El 1989, Pierre Angénieux rep un Oscar per la seva contribució de tota una vida a la indústria cinematogràfica.
El 1993, Angénieux és adquirit per Thomson CSF, el qual es va convertir en Thales l'any 2000. L'any següent, el 1994, l'empresa abadonada la producció de lents fotogràfiques.
El 2005 Angénieux rep un premi Emmy pel seu treball a HDTV.
El 2010, es crea un nou logotip amb motiu de la celebració del setanta-cinquè aniversari de la marca.
El 2013, Angénieux esdevé soci oficial del Festival de Cannes i crea el "Pierre Angénieux Tribute" per homenatjar el director de fotografia Philippe Rousselot.
El 2018, a només 50km de Ceres, la sonda Dawn equipada amb òptica Angénieux transmet imatges de l'asteroide, les quals són de gran interès per a la NASA.